# Tumatumari
Tumatumari es una comunidad en la región de Potaro-Siparuni de Guyana, situada a 15 km contracorriente desde la confluencia de los ríos  Potaro y Esequibo. Era inicialmente un establecimiento aborigen pero ahora es una mezcla de diversos grupos de  razas similares a la que se encuentran en Mahdia. Los indígenas que se encuentran aquí son de la tribu de Arawak. El área fue conocida por ser rica en oro y  diamantes y la minería fue la actividad económica principal por varios años.
La región agrícola fértil en el área dio lugar al establecimiento de un centro nacional del servicio de Guyana (GNS) en el área en 1981. El centro se concentró en la gente joven buscando su entrenamiento para desarrollar habilidades agrícolas y técnicas. Varias industrias basadas en la agricultura fueron establecidas en Tumatumari durante el trabajo del GNS. Estas industrias incluyeron una fábrica de lápices, una fábrica de fósforo entre otras. La energía para las industrias fue proporcionada por la central eléctrica hidroeléctrica de Tumatumari que fue establecida en 1953.
No se permitió a la gente vivir alrededor del centro de GNS. La disponibilidad de la electricidad dio lugar al establecimiento de varias comunidades satélites alrededor del área. Estas comunidades se conocían como aterrizaje de El Paso, de Maicobi y de Tumatumari. La población total creció aproximadamente a 450 personas y las instalaciones eléctricas fueron colocadas en varios hogares. La estación de hidroelectricidad cesó operaciones en los años 80. Todas las fábricas e industrias por lo tanto cesaron operaciones. Un número considerable de los residentes se mudaron del área que ahora es totalmente dependiente de la minería y tiene una población de 330 personas. Esta comunidad se encuentra dentro de la Guayana Esequiba, zona reclamada por Venezuela.